# Disney Television Animation
Disney Television Animation è uno studio d'animazione statunitense che produce serie TV d'animazione, film, speciali e altri progetti. È una sussidiaria di Disney Branded Television, divisione del gruppo The Walt Disney Company.
Dopo l'assunzione di Michael Eisner come nuovo CEO di Disney nel 1984, nacque l'idea di creare una divisione d'animazione televisiva.

## Storia
Walt Disney Pictures Television Animation Group è stata fondata ufficialmente il 5 dicembre del 1984 con Gary Krisel come presidente e Michael Webster come vice presidente senior.
La prima produzione dello studio arriva nel 1985, con i I Gummi, basata sull'idea di produrre una serie sugli orsetti gommosi, seguita da I Wuzzles. Originariamente, lo studio non poteva creare contenuti basati sui principali personaggi dei film d'animazione Disney.
Nel 1987 Walt Disney Pictures Television Animation Group viene rinominata Walt Disney Television Animation. Nello stesso anno, Disney ha prodotto il suo primo vero e duraturo successo nel mondo dell'animazione televisiva, DuckTales. Sebbene fosse vietato utilizzare i personaggi principali, a personaggi minori come Zio Paperone e Qui, Quo e Qua è stata fatta un'eccezione, e la Disney ha dato la possibilità di fare una breve apparizione a Paperino nella serie, consentendo allo studio di adattare le storie avventurose del "Duck universe" di Carl Barks in animazione. Lo spettacolo ha avuto talmente successo da generare un film, Zio Paperone alla ricerca della lampada perduta, e due serie spin-off: Darkwing Duck e Quack Pack. Zio Paperone alla ricerca della lampada perduta fu il primo film prodotto da Disney MovieToon.
Negli anni sono stati istituiti tre studi d'animazione al di fuori degli Stati Uniti per produrre le serie televisive animate per Disney Television Animation. Nel 1988 viene fondata Disney Animation Australia. Nel 1989, la Brizzi brothers ha venduto a Disney Television Animation la Brizzi Films che viene successivamente rinominata Walt Disney Animation France. Dopo qualche anno, viene fondata Disney Animation Japan. Nel gennaio del 1996, viene fondata Walt Disney Animation Canada per sfruttare il pool di animatori canadesi e produrre contenuti direct-to-video. Con l'aumentare dell'importanza dei direct-to-video, gli studi situati fuori dagli Stati Uniti sono passati alla realizzazione di film.
Nel 1993, la Disney Television Animation ha assunto Sharon Morrill per occuparsi della regia di alcuni speciali,
Il 24 agosto 1994, a seguito delle dimissioni di Jeffrey Katzenberg, Richard H. Frank è diventato capo della neonata Walt Disney Television and Telecommunications, che comprendeva anche Walt Disney Television Animation, perché divisione di The Walt Disney Studios.
Nel 1994, Sharon Morrill ha supervisionato il lancio di Il ritorno di Jafar, il primo film d'animazione Disney realizzato esclusivamente per il mercato home-video. Sotto la guida di Morrill, il gruppo ha generato 2,8 miliardi di dollari di entrate da film in home-video.
Nel 1996 Gary Krisel ha lasciato il Walt Disney Television Animation alla fine del suo contratto nel gennaio 1996 perché si aspettava, a seguito dell'abbandono dell'incarico di presidente di Walt Disney Television and Telecomunication da parte di Richard H. Frank, di essere promosso a capo della WDTT. Al momento dell'acquisizione di ABC da parte di The Walt Disney Company, Walt Disney Television Animation era una divisione di Walt Disney Television, contri da Walt Disney Television and Telecommunications. A seguito del ritiro del presidente di WDTT Dennis Hightower nell'aprile 1996 e la riorganizzazione post-fusione in corso, l'unità è stata trasferita sotto il controllo di The Walt Disney Studios.
A causa della debole performance finanziaria, Disney Animation Canada viene chiusa nel 2000.
Nel gennaio 2000, David Stainton è diventato vice presidente esecutivo e successivamente presidente nel febbraio 2002.
Nel gennaio del 2003, Disney ha iniziato una riorganizzazione delle sue divisioni cinematografiche e d'animazione. Walt Disney Television Animation passa sotto il controllo di Disney Channels Worldwide, ora Disney Branded Television. A seguito di questa riorganizzazione, Disney MovieToon viene separata dalla Walt Disney Television Animation. A giugno dello stesso anno Disney MovieToon cambia nome in DisneyToon Studios.
Nel 2011, Walt Disney Television Animation, nome usato dal 1987, viene rinominata Disney Television Animation, semplificando così il nome.
Il 10 dicembre 2020, Walt Disney Animation Studios, studio d'animazione di lunga data della Disney, e lo studio gemello Pixar hanno annunciato che si sarebbero espansi nella programmazione televisiva. Al momento non è noto se questo avrà o meno un impatto su Disney Television Animation.